# Primera División de Santa Lucía
La Primera División de Santa Lucía (en inglés: SLFA First Division), anteriormente llamada División de Oro de Santa Lucía (en inglés: Saint Lucia Gold Division), es la competencia de fútbol amateur más importante del estado independiente de Santa Lucía.

## Historia
A partir de 2024 se funda la St. Lucia Semi-Pro Football League albergando equipos distintos que las anteriores ediciones de la máxima categoría del fútbol en el país. De acuerdo a la propia liga se lee:

La Liga Semiprofesional de Fútbol de Santa Lucía (Liga SemiPro) se fundó en 2024 como una iniciativa pionera destinada a elevar el nivel del fútbol en la isla. Nacida del deseo de conectar el juego comunitario con las oportunidades profesionales, la liga se diseñó para brindar una plataforma estructurada y competitiva para el talento local, a la vez que fomenta la actividad económica, el orgullo nacional y la cohesión comunitaria a través del deporte.

La Liga SemiPro es una colaboración entre el Gobierno de Santa Lucía y la Asociación de Fútbol de Santa Lucía.
La primera temporada, lanzada en 2024, contó con equipos de toda la isla, combinando jugadores de ligas de distrito, jóvenes talentos emergentes y veteranos experimentados. Introdujo elementos profesionales como contratos de jugadores, estipendios, normas de arbitraje, promociones digitales e integración de patrocinios corporativos, manteniendo al mismo tiempo un fuerte enfoque comunitario.
La temporada inaugural sentó unas bases sólidas, con una gran asistencia, una cobertura mediática positiva y colaboraciones tempranas con patrocinadores clave. También sirvió como campo de pruebas para sistemas operativos, estrategias de marketing y modelos de gobernanza de la liga.

Al iniciar la segunda temporada en 2025, la liga ha crecido en escala y ambición, albergando 143 partidos, dos grandes torneos y 20 equipos participantes en 10 sedes de toda la isla. Con iniciativas mejoradas para la participación de los aficionados, mejores capacidades de transmisión y alianzas estratégicas con marcas, la SLSPSL continúa su objetivo de "Aprovechar el fútbol para transformar vidas".
https://slusemiprofootball.com/history/

Aunque no hay información sobre la participación de equipos emblemáticos como Platinum FC o VSADC, se entiende que la Caribbean Football Union ve a esta nueva liga como la representante de Santa Lucía al incluir al equipo La Clery para participar en la CFU Club Shield 2025.

## Equipos de la temporada 2025
- Canaries FC
- Central Castries
- Choiseul FL
- Dennery FL
- Gros Islet FL
- La Clery FL
- Mabouya Valley FL
- Soufriere FL
- South Castries FL
- Vieux Fort South

## Campeones
| Temporada | Campeón                                      |
| --------- | -------------------------------------------- |
| 1980      | Dames SC                                     |
| 1981      | Uptown Rebels                                |
| 1982      | VSADC                                        |
| 1984      | VSADC                                        |
| 1985      | VSADC                                        |
| 1988      | VSADC                                        |
| 1997      | Pioneers FC                                  |
| 1998      | Rovers United FC (? - VSADC?)                |
| 1999      | Roots Alley Ballers FC                       |
| 2000      | Roots Alley Ballers FC                       |
| 2001      | VSADC                                        |
| 2002      | VSADC                                        |
| 2003/04   | Roots Alley Ballers FC                       |
| 2004/05   | Northern United All Stars                    |
| 2005/06   | Canaries FC                                  |
| 2006/07   | Anse Chastanet GYSO                          |
| 2007/08   | Anse Chastanet GYSO                          |
| 2008      | Aux Lyons United                             |
| 2009      | Roots Alley Ballers FC                       |
| 2010      | Northern United All Stars                    |
| 2011      | VSADC                                        |
| 2012      | VSADC                                        |
| 2013      | Big Players FC                               |
| 2014      | Desconocido                                  |
| 2015      | Young Roots FC                               |
| 2016      | Survivals FC                                 |
| 2017      | Northern United All Stars                    |
| 2018      | Platinum FC                                  |
| 2019      | Platinum FC                                  |
| 2020      | Abandonado debido a la pandemia del COVID-19 |
| 2021      | Platinum FC                                  |
| 2022      | B1 FC                                        |
| 2023      | BAYS FC                                      |
| 2024      | La Clery FL                                  |
| 2025      |                                              |

## Títulos por equipo
| Club                      | Títulos | Años campeón                                   |
| ------------------------- | ------- | ---------------------------------------------- |
| VSADC                     | 8       | 1982, 1984, 1985, 1988, 2001, 2002, 2011, 2012 |
| Roots Alley Ballers       | 4       | 1999, 2000, 2003-04, 2009                      |
| Northern United All Stars | 3       | 2004-05, 2010, 2017                            |
| Platinum FC               | 3       | 2018, 2019, 2021                               |
| Anse Chastanet GYSO       | 2       | 2006-07, 2007-08                               |
| Dames SC                  | 1       | 1980                                           |
| Uptown Rebels             | 1       | 1981                                           |
| Pioneers FC               | 1       | 1997                                           |
| Rovers United FC          | 1       | 1998                                           |
| Canaries FC               | 1       | 2005-06                                        |
| Aux Lyons United          | 1       | 2008                                           |
| Big Players FC            | 1       | 2013                                           |
| Young Roots FC            | 1       | 2015                                           |
| Survivals FC              | 1       | 2016                                           |
| B1 FC                     | 1       | 2022                                           |